# Jacqueline Mathieu-Obadia
Pour les articles homonymes, voir Matthieu.
Jacqueline Mathieu-Obadia, née le 30 janvier 1935 à Paris, est une femme politique française.

## Biographie
Jacqueline Mathieu-Obadia est médecin dermatologue. Avec son époux Jean-Paul Mathieu, également médecin, ils reprennent en 1981 l'établissement thermal de Bains-les-Bains dans les Vosges qui appartenait au père de ce dernier. En août 1987, ils cèdent l'affaire familiale à la Compagnie française du Thermalisme, plus tard appelée Chaîne thermale du Soleil.
Engagée au CNIP, elle est adjointe au maire de Nice Jacques Médecin dans les années 1980. En 1990, elle participe aux travaux de la convention des états géneraux de l'opposition RPR et UDF sur l'immigration à Villepinte. En décembre 1992, alors qu'elle est adjointe au maire de Nice Honoré Bailet, celui-ci lui retire ses délégations après qu'elle est devenue la suppléante CNIP du candidat du Front national Jacques Peyrat pour les élections législatives de 1993 dans la deuxième circonscription des Alpes-Maritimes,
À la suite de l'élection au Sénat du député Jacques Peyrat le 27 septembre 1998, une élection législative partielle est organisée pour désigner son successeur à l'Assemblée nationale dans la deuxième circonscription. L'élection a lieu les 22 et 29 novembre 1998 et est remportée par Jacqueline Mathieu-Obadia, qui se présente sous l'étiquette RPR et avec le soutien de l'UDF, avec 56,39 % des voix au second tour face au socialiste Patrick Mottard (43,61 %). Elle siège dans le groupe RPR.
En 2000, lors du conseil national du RPR, elle est seule à s'opposer à l'investiture par le parti du maire de Nice Jacques Peyrat pour les élections municipales de 2001. Celui-ci lui retire en conséquence en juin 2000 ses délégations de deuxième adjointe au maire de Nice. Elle mène une liste dissidente à ces élections, dont la campagne est axée sur « tout sauf Peyrat », qui échoue à se qualifier pour le second tour avec 8,02 % des voix. En raison de cette candidature dissidente, elle est exclue du RPR le 7 février 2001.

## Détail des fonctions et des mandats
Mandat parlementaire
- 29 novembre 1998 - 18 juin 2002  : Députée de la 2e circonscription des Alpes-Maritimes